# Torrelles de Llobregat (kommun)
Torrelles de Llobregat är en kommun i Spanien.   Den ligger i provinsen Província de Barcelona och regionen Katalonien, i den östra delen av landet, 500 km öster om huvudstaden Madrid. Antalet invånare är 5 740. Arean är 13,7 kvadratkilometer. Torrelles de Llobregat gränsar till Cervelló, Sant Vicenç dels Horts, Santa Coloma de Cervelló, Sant Climent de Llobregat, Begues och Vallirana. 
Terrängen i Torrelles de Llobregat är kuperad söderut, men norrut är den platt.